# Kh-55
Pour les articles homonymes, voir AS-15.
Le Kh-55 (en russe Х-55) désignation OTAN AS-15 « Kent », aussi désigné RKV-500, est un missile de croisière soviétique aéroporté conçu par le bureau d'études MKB Raduga. Il a une portée de près de 2 500 km et peut emporter des ogives nucléaires. Le Kh-55 est lancé exclusivement à partir de bombardiers et a donné naissance à de nombreuses versions armées conventionnellement, principalement destinées à un usage tactique, telles les Kh-65SE et Kh-SD. Il apparaît cependant que seules les Kh-101 et Kh-555 ont été admises au service.
Le Kh-55 ne fut pas la base de développement du missile RK-55 Granat lancé depuis les sous-marins ou les postes terrestres (OTAN : SS-N-21 « Sampson » et SSC-X-4 « Slingshot »).

## Développement
À la fin des années 1960, l'étude « Ekho » menée par l'institut GosNIIAS (Institut des recherches scientifiques et des systèmes aéronautiques de l’État) conclut qu'il serait plus efficace de déployer un grand nombre de petits missiles de croisière subsoniques que les bien plus coûteux missiles supersoniques, qui étaient alors privilégiés par les autorités militaires.
En 1971, les travaux commencèrent sur la conception d'un missile de croisière aéroporté, avec un premier vol de tests effectué en 1976. D'autres tests suivirent en 1978 et quelques exemplaires furent installés sur un bombardier Tu-95MS en 1984. L'apparition de l'ALCM au cours de l'année donna une impulsion supplémentaire au programme, l'armée de l'air soviétique faisant alors part, dès le mois de décembre 1976, d'un besoin rapide d'un missile de croisière aéroporté.
Il apparut alors trois versions de ce missile : la Kh-55 (en russe : Izdeliye-120, « article-120 »), aussi connue sous la désignation de RKV-500. Désignée par l'OTAN « AS-15A », elle entra en service le 31 décembre 1983. Elle fut rapidement suivie par la Kh-55OK (Izdeliye-124), à guidage optique, et quelques années plus tard, en 1987, par la Kh-55SM (en russe : Izdeliye-125, « article-125 »), désignée par l'OTAN « AS-15B » et disposant d'une portée supérieure,. Cette amélioration fut possible grâce à l'ajout d'une paire de réservoirs conformes autour du fuselage, qui augmentèrent la masse du missile à près de 1 700 kg mais portèrent son autonomie à près de 3 000 km lorsqu'il était équipé de sa charge nucléaire de 200 kt. La version navale de ce missile fut désignée RKV-500B.
À la fin des années 1980, d'autres travaux furent effectués pour un missile de remplacement, emportant au choix une charge conventionnelle (Kh-101) ou nucléaire (Kh-102) et étant doté d'une plus grande furtivité. Ils furent conçus par Igor Seleznyev, ingénieur chez Raduga. L'importance de posséder des missiles en tant que « multiplicateurs de puissance » augmenta significativement, à un moment où la quantité de bombardiers à missiles de croisière commençait à diminuer, vers le début des années 1990. L'abandon du projet ambitieux de missile à statoréacteur Kh-90, causé par le traité INF en 1987, amena les soviétiques à repenser sérieusement à améliorer le Kh-55, en particulier pour atteindre la précision requise de moins de 20 m, nécessaire pour pouvoir détruire efficacement des cibles en n'employant qu'une « simple » charge conventionnelle. Le premier vol du Kh-101 eut lieu en 1998, et ses tests d'évaluation commencèrent en 2000.
Après la fin de la guerre froide et les traités de non-prolifération restreignant le déploiement de missiles nucléaires à longue portée, les Russes firent de nombreux efforts pour développer des versions tactiques du Kh-55, dotées de charges conventionnelles. Une première version fit apparition, la Kh-65SE, dévoilée en 1992 lors du salon aéronautique de Moscou. Dérivée du Kh-55 et d'une portée limitée à « seulement » 600 km, elle permet aux Russes de respecter les prescriptions indiquées dans les accords SALT-II, qui désignent chaque appareil emportant des missiles d'une portée supérieure à 600 km comme étant stratégiques. Ces accords stipulent cependant que le nombre d'appareils de ce type est strictement contrôlé et ne doit pas dépasser un certain nombre. Une version à échelle 1 de ce missile fut présentée pour la première fois en 1993 (en février à Abou Dabi et septembre à Joukovski et Nijni Novgorod). Les missiles en exposition ne différaient pas vraiment des anciennes versions, sauf en ce qui concernait leur portée, affichée à 250 km lorsqu'ils étaient lancés à basse altitude et 280 km lorsqu'ils étaient lancés d'une altitude élevée. Le Kh-65 était destiné à l'emploi contre des cibles de grande dimension, d'une surface équivalente radar supérieure) 300 m2, en particulier des bâtiments de guerre en environnement d'interférences électroniques sévères. Il fut testé en vol pour la première fois le 13 janvier 2000 et fut utilisé en exercice au-dessus de la mer Noire du 17 au 22 avril de la même année.
Il fut suivi par le Kh-SD, une version tactique du Kh-101 destinée à l'exportation, d'une portée de 300 km, puis finalement, en mars 2000 il fut rapporté que les forces russes avaient testé un nouveau missile doté d'une charge conventionnelle. Il s'agissait du Kh-555, développé à partir du Kh-55 original, doté d'une portée de 2 000 à 3 000 km. Le Kh-555 est supposé être entré en service en 2004, bien que les premières images du missiles ne furent visibles qu'en 2007.
Un document russe de 1995 suggéra qu'une usine de production complète avait été transférée à Shanghai, pour le développement d'un missile nucléaire de croisière. Initialement, il fut pensé qu'il serait basé sur le Kh-15, de 300 km de portée, mais il apparaît désormais clairement que le missile transféré vers la Chine était bel et bien un Kh-55.

## Caractéristiques et comparaisons
La famille de missiles Kh-55 ressemble sous de nombreux aspects au missile américain BGM-109 Tomahawk, utilisant un corps cylindrique doté d'ailes de sustentation escamotables à grand allongement, de gouvernes de queue dépliables et d'un turboréacteur en position ventrale, la navigation étant effectuée grâce à un système de suivi de terrain avancé de type TERCOM (en anglais : Terrain COntour Matching) assisté par un système de navigation inertielle. Le TERCOM emploie un radar et des images digitales stockées dans sa mémoire pour atteindre sa cible avec un degré de précision très élevé. L'ordinateur de bord du missile emploie un filtre Kalman et compare des images digitales que contient sa mémoire avec ce que détecte son radar altimétrique. Le nom du système de guidage du Kh-55 est Sprut ou BSU-55. Les Tomahawks américains accédèrent plus tard à la technologie DSMAC (Digital Scene Matching Area Correlator) et GPS. Les soviétiques ont également eu accès à la technologie DSMAC, mais il reste impossible de savoir si elle a été réellement intégrée au missile Kh-55. Le Kh-65 est lui guidé par une plateforme inertielle et navigue à basse altitude. Lorsqu'il arrive à proximité de la cible, il grimpe à une altitude plus élevée et son radar actif s'active pour détecter la cible et passer en phase d'attaque finale. Le Kh-555 emploie également une unité de navigation inertielle, mais cette fois couplée à un récepteur GPS. D'après son constructeur, il serait en mesure de pénétrer les systèmes de défense aérienne ou contre les missiles balistiques.
La différence la plus remarquable entre le Tomahawk et le missile Kh-55 est l'emplacement du moteur. Le Williams F107-WR-100 du missile américain est enfermé dans la queue du missile et aspire l'air par une entrée ventrale, alors que l'unité R95-300 à double flux qui propulse le Kh-55 est disposée dans une nacelle qui est enfermée à l'arrière du fuselage et qui se déploie via une porte ventrale une fois le lancement effectué. Dérivé d'un autre moteur conçu pendant la mise au point du projet, l'Omsk AMKB TVD-50, le R95 est une pièce de technologie très importante du missile, car elle est compacte tout en étant très efficace et économe en carburant. Il correspond exactement à ce que nécessitent des systèmes comme les missiles de croisière ou les avions sans pilote. La poussée produite par ce moteur varie entre 400 et 500 kgp, avec une masse à vide de 95 kg, une consommation spécifique de 0,65, une longueur de 85 cm et un diamètre de 33 cm.
Le Tomahawk utilise un assemblage de queue à quatre stabilisateurs, dont deux accusant un dièdre négatif léger, tandis que le Kh-55 n'utilise que trois surfaces, de tailles plus importantes et dotées d'un dièdre négatif plus prononcé, configuration qui a d'ailleurs été adoptée depuis par le RGM/UGM-109E Tomahawk « Block IV ». Une autre différence notable entre les deux missiles vient de l'avant du fuselage, qui est symétrique sur le Tomahawk et d'une forme plus complexe sur le missile chinois. Le fuselage cylindrique est assez similaire, avec un diamètre de 53 cm pour le Tomahawk et de 52 pour le Kh-55, mais, tandis que les dernières évolutions du Tomahawk avaient un nez de type « Beluga », destiné à réduire la signature radar du missile, le Kh-55 conserve son nez en ogive habituel. Les masses sont également assez proches, avec 1 224 kg pour le Tomahawk et 1 300 kg pour le Kh-55.
Si le Kh-55 original possède un moteur « tombant », qui se déploie sous le fuselage lors du lancement, le Kh-65SE était doté d'un moteur externe fixe, alors que le Kh-SD disposait d'un moteur interne. Les versions récentes de production du missile sont équipées d'une version plus puissante du moteur de départ, le TRDD-50A, de fabrication russe et produisant une poussée de 450 kgp.
Seize exemplaires du Kh-55 peuvent être emportés par un Tu-95MS Bear-H ou Tu-95MS16 (Tu-95MSM) équipé d'un lanceur rotatif MKU-6-5 (6 missiles) et des pylônes d'emport externes (10 missiles). Il peut également être emporté par un Tu-142M Bear-F et le Kh-55SM est emporté par le Tu-160 Blackjack. Le Kh-55 fut également testé sur le Tu-22M Backfire. La version tactique Kh-SD était prévue pour être employée par le Tu-95MS (14 missiles) et le Tu-22M (8 missiles). Le Kh-101 devrait être emporté par le Tu-160 (12 missiles), le Tu-95MS16 (8 missiles), le Tu-22M3/5 (4 missiles) et le chasseur-bombardier Su-34 (2 missiles).

## Engagements

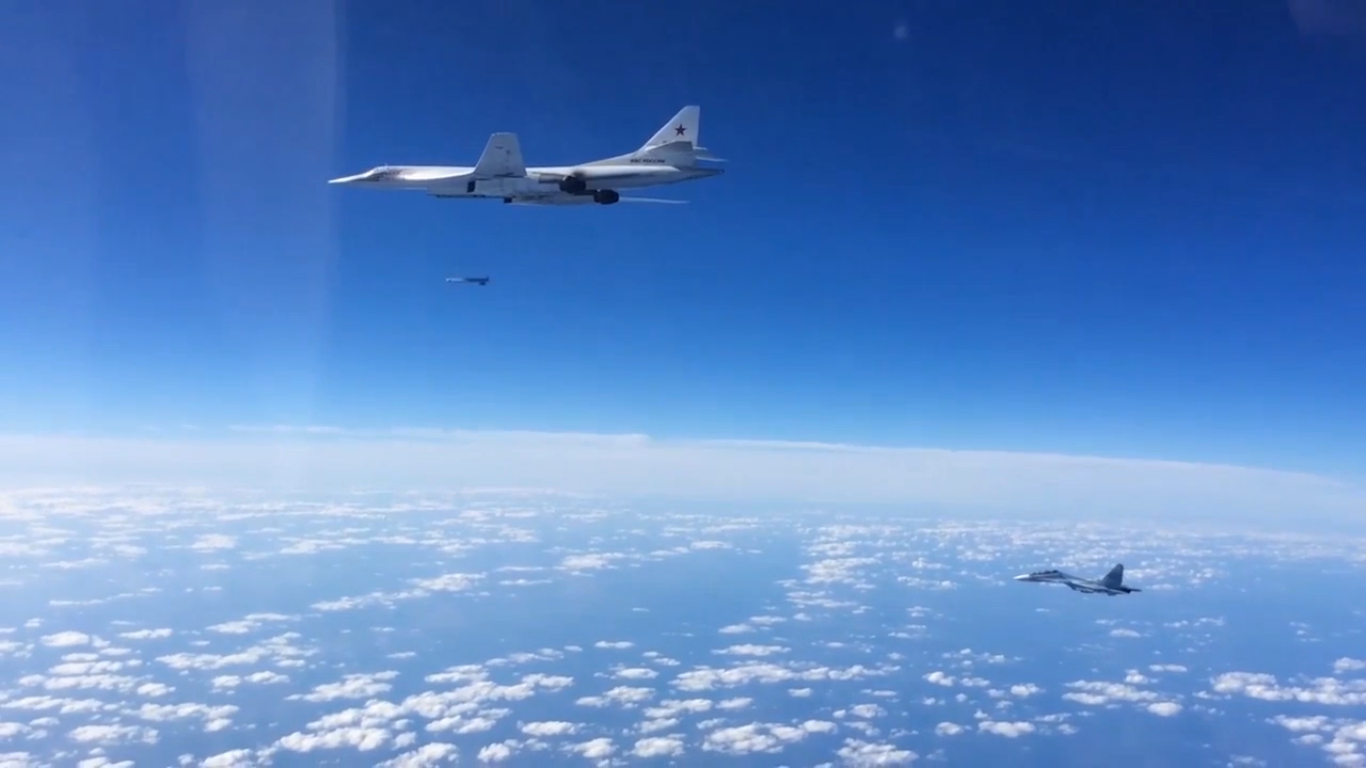
Un Tu-160 de l'aviation à long rayon d'action russe largue un missile de croisière Kh-101, version furtive du Kh-55, en novembre 2015, lors de l'intervention militaire de la Russie en Syrie.

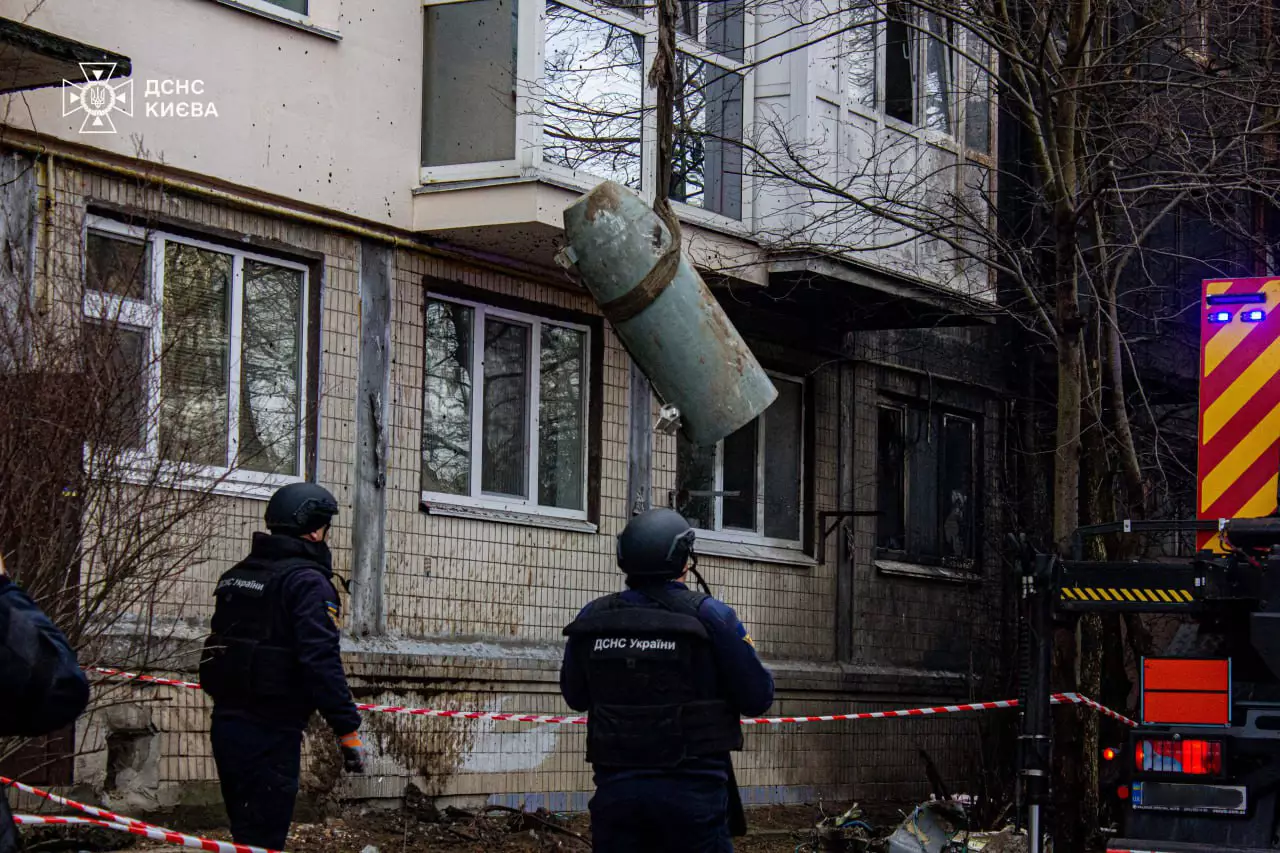
Un KH-101 ayant frappé Kiev en mars 2024.

Le 17 novembre 2015, l'intervention militaire de la Russie en Syrie voit le baptême du feu du Tupolev Tu-160 et du Tu-95MS qui utilise entre autres depuis des Kh-101.
Le missile est utilisé lors de l'invasion de l'Ukraine par la Russie en 2022 à plusieurs reprises.

## Stock ukrainien et transactions douteuses
La fin de la guerre froide laisse l'Ukraine avec 1 612 Kh-55 en stock, faisant partie de l'armement de 19 Tu-160 du 84e régiment de bombardiers de Priluki et de 25 Tu-95MS du 182e régiment de bombardiers lourds d'Uzin-Shepelovka. Il fut rapporté que l'Ukraine réclama trois milliards de dollars pour renvoyer les avions et leurs missiles vers la Russie. En octobre 1999, un compromis fut trouvé, et la Russie accepta de payer 285 millions de dollars pour récupérer onze appareils et 575 missiles,, alors que le reste serait envoyé à la destruction, en suivant un programme de désarmement mis au point par les États-Unis. Pourtant, en mars 2005, le procureur général ukrainien Svyatoslav Piskun affirma qu'en juin 2001 douze missiles Kh-55 avaient été exportés vers l'Iran, pour un marché dont la valeur serait de 49,5 millions de dollars. Six autres missiles avaient été également exportés vers la Chine, en avril 2000.
La triste saga de la prolifération de missiles Kh-55 de l'ère soviétique est un cas d'école, décrivant avec précision comment l'appareil post-soviétique dans les anciennes républiques de l'Union fut incapable de prévenir les fuites de technologies sensibles. Les rumeurs à propos de la Chine et de l'Iran ayant acquis des missiles par l'intermédiaire de l'Ukraine circulaient déjà depuis un moment, mais il n'existait alors aucune preuve solide pour confirmer ces théories. Tout changea radicalement lors de la révolution orange en Ukraine et la chute du régime pro-russe dirigé par le président Leonid Koutchma, déjà accusé précédemment d'avoir vendu des systèmes de surveillance électronique à Saddam Hussein avant l'opération liberté irakienne. Hrihory Omelchenko, vice-président du comité parlementaire sur le crime organisé et la corruption, envoya une lettre ouverte en janvier 2005 au président alors récemment élu Viktor Iouchtchenko, dans laquelle il rapporta que les officiels du gouvernement fidèles à l'ancien régime avaient activement entravé les investigations judiciaires concernant l'exportation illégale du missile Kh-55SM vers la Chine et l'Iran.
L'affaire occupa une majeure partie des médias russes et ukrainiens plus tôt dans l'année. D'après de nombreuses sources, la transaction illégale fut initiée en 2000, quand deux Russes O.H. Orlov, et E.V. Shelenko, associés à la compagnie d'exportation Progress créèrent un faux document de contrat de la compagnie d'exportation d'armements Rosvooruzheniye, pour la livraison de vingt missiles Kh-55SM. Ce faux contrat fut fourni à l'exportateur de matériels ukrainien UkrSpetsExport. Les deux Russes furent aidés dans leur manœuvre par le chef de la compagnie ukrainienne Ukraviazakaz, Vladimir Evdokimov, un réserviste des services de renseignement ukrainiens. La lettre d'Omelchenko affirma que « ces missiles de croisière étaient cachés dans des dépôts militaires du ministère de la défense ukrainien, sous le contrôle même du [ministère de la Défense] et couverts par de la documentation signée par de haut placés du gouvernement, affirmant qu'ils étaient en fait déclarés comme détruits. ». (Le scénario de cette fuite d'armes illégale est assez fidèlement illustré dans le film américain Lord of War, le nom du héros Orlov étant d'ailleurs le même). Une chaîne entière de compagnies fut utilisée pour couvrir la transaction, avec six missiles supposés avoir été aérotransportés vers la Chine en avril 2000 et six autres vers l'Iran en juin 2001. Le marché comprenait également un système de soutien au sol KNO-120, permettant de tester, initialiser et programmer les missiles. La destination des huit munitions restantes ne fut pas révélée. L'Iran est accusé d'avoir payé un montant de 49,5 millions de dollars pour les missiles, Orlov et Shelenko empochant au passage 600 000 $ en remerciement de leurs efforts. Les médias russes et ukrainiens affirment également qu'un citoyen australien était de la partie.
Cette transaction n'apparaît pas comme une surprise pour les analystes habitués aux exportations d'armes russes contemporaines. Installé aux États-Unis, le Dr Alexander Nemets affirma quelques années plus tôt que la Chine avait lancé deux campagnes parallèles pour acquérir à tout prix de la technologie militaire russe. La première était légale, via la compagnie d'exportation Rosoboronexport (anciennement Rosvooruzheniye), la deuxième visait à acquérir de manière douteuse des exemplaires via le marché noir.
Une série de rapports se focalisent sur le problème de l'acquisition par les Nord-coréens de technologies de missiles de croisière russes via l'Iran. Le quotidien japonais Sankei Shimbun, qui affirmait avoir des relations haut placées au sein du parti politique au pouvoir et des agences privées, affirma que l'Iran avait fourni le Kh-55 à la Corée du Nord à des fins de rétro-ingénierie. Le journal cita une source provenant du ministère de la Défense, affirmant : « Ils [l'Iran et la Corée du Nord] sont reliés par un réseau souterrain qui s'affaire au développement d'armes de destruction massive. ». Les connexions entre l'Iran et la Corée du Nord sont très surveillées, et l'export de missiles balistiques nord-coréens vers l'Iran apporterait à ce dernier les bases technologiques pour qu'il développe ses propres infrastructures de production. L'Iran a investi des efforts considérables afin de pouvoir contourner les embargos occidentaux sur l'export de technologies militaires, essentiellement afin de pouvoir entretenir le large panel d'équipements américains dont il disposait pendant le règne de la dynastie Pahlavi. Le procureur ukrainien, M. Piskun, affirma également comprendre la peur des Japonais, les missiles ayant été livrés à la Chine pouvant malencontreusement représenter une terrible menace s'ils tombaient entre les mains des Nord-coréens.
Dès 2010, l'Iran produisait ses missiles localement et travaillait sur une version à la portée plus importante. Le Soumar (en), présenté en 2015 et utilisé lors d'un tir sol-sol par les milices Houthis le 3 décembre 2017, semble être une copie du Kh-55.

## Versions
- Kh-55 (OTAN : Kent-A) : aussi désignée RKV-500A ou Izdeliye-120. Version originale, d'une portée de 2 500 km.
- Kh-55OK : version dotée d'un guidage optique.
- Kh-55SM (OTAN : Kent-B) : aussi désignée RKV-500B ou Izdeliye-121. Évolution du Kh-55 de base, dotée de réservoirs externes conformes, accroissant la portée à 3 000 km.
- Kh-101/102 : (Izdeliye-111) est développé comme un remplaçant très furtif du Kh-55SM à la fin des années 1980. Le Kh-101 dispose d'une charge conventionnelle et le Kh-102 d'une tête nucléaire. Une version dotée d'une soufflante non-carénée (aussi appelée « propfan » en anglais) et d'une portée de 5 000 km fut abandonnée en 2000. La précision des Kh-101/102 serait de 6 à 9 m, et leur vitesse est d'environ 800 km/h. Conçus pour être emportés par les bombardiers Tu-95MS[14], ces missiles, disponibles en quantité, sont encore en service en 2024.
- Kh-65SE : version tactique dévoilée en 1992, dotée d'une charge conventionnelle de 410 kg et d'une portée limitée (a expiré 2.8.2019) à 600 km afin de respecter le Traité FNI.
- Kh-SD : (en russe : средней дальности, Srednei Dalnosti, « moyenne portée ») version conventionnelle annoncée en 1995, d'une portée de 300 km et probablement destinée au marché d'exportation. Cette version partage des éléments avec le Kh-101, et serait capable d'une portée de 600 km en étant lancée à haute altitude. Toutefois, le Kh-SD a été apparemment mis de côté en 2001. Un autodirecteur à radar actif alternatif fut proposé pour une utilisation antinavire.
- Kh-555, Kh-55SE et Kh-55SH (OTAN : Kent-C) : version armée d'une charge conventionnelle, dotée d'un guidage amélioré et d'une charge militaire plus performante. Entré au service opérationnel en 2000, ce missile a été reçu récemment par la force aérienne russe.

## Utilisateurs

### Anciens
- Union soviétique : reversés à la Russie.
- Ukraine : environ 487 exemplaires "détruits" et 587 exemplaires renvoyés à la Russie[10],[15]

### Actuels
- Russie : au sein de la force aérienne russe.
- Chine : au moins 6 exemplaires[10],[12].
- Iran : au moins 12 exemplaires[10].